# Juli Ronjat
Juli Ronjat (també Jùli Rounjat en norma mistralenca) (Jules Ronjat en francès) (Viena del Delfinat, 12 de novembre de 1864 - Lió, 16 de gener de 1925) fou un destacat lingüista occità. Fill d'Abel Antoine Jules Ronjat, un notable del país que havia arribat a ser procurador general al Tribunal de Cassació, batlle de Viena del Delfinat i senador d'Isèra, Juli Ronjat fou professor de la universitat de Ginebra i majoral del Felibritge. Com a baile del 1902 al 1909 fou lloctinent del capolièr Pèire Dévoluy en la direcció del moviment felibrenc. Esdevingué un dels col·laboradors més assidus de la Revue des Langues Romanes i el 1913 defensà les seves tesis sobre la sintaxi dels parlars provençals moderns i sobre el desenvolupament del llenguatge en l'infant bilingüe, que va aplicar al seu propi fill Loís (1908-1934), ja que ell li parlava en francès i la seva mare en alemany. Més tard donaria suport Charles Maurras i Joan Carles-Brun en la creació de la Fédération Régionaliste Française (FRF) el 1905.
La seva Grammaire istorique des parlers provençaux modernes (1930-41), publicada pòstumament, a cura de Maurice Grammont i de Walther von Wartburg, encara és considerada avui dia la summa lingüística diacrònica de l'occità. També calculà els seus parlants en uns 10 milions. També escriví L'ourtougràfi prouvençalo (1908), intent de vulgarització de l'ortografia mistralenca de l'occità.

## Obres
- Essai de syntaxe des parlers provençaux modernes (1913)
- Grammaire istorique des parlers provençaux modernes (1930-41), 4 vol.